# Theresia Ekblom
Lovisa Theresia Ekblom, född Jansson 27 maj 1867 i Stockholm, död 1941, var en svensk målare och tecknare. 
Ekblom studerade vid Konstakademien i Stockholm 1888–1893 samt i Köpenhamn 1891. Vid Konstakademien lämnade hon bidrag till årets prisämne 1891: Sankta Birgitta besökande fattiga sjuka i Rom. Hon anställdes 1893 som tecknare vid Naturhistoriska riksmuseet i Stockholm. Hon medverkade i utställningar med Konstföreningen för södra Sverige.
Hon var från 1896 gift med konstnären Axel Ekblom och mor till Sven och Bruno Ekblom.

## Galleri

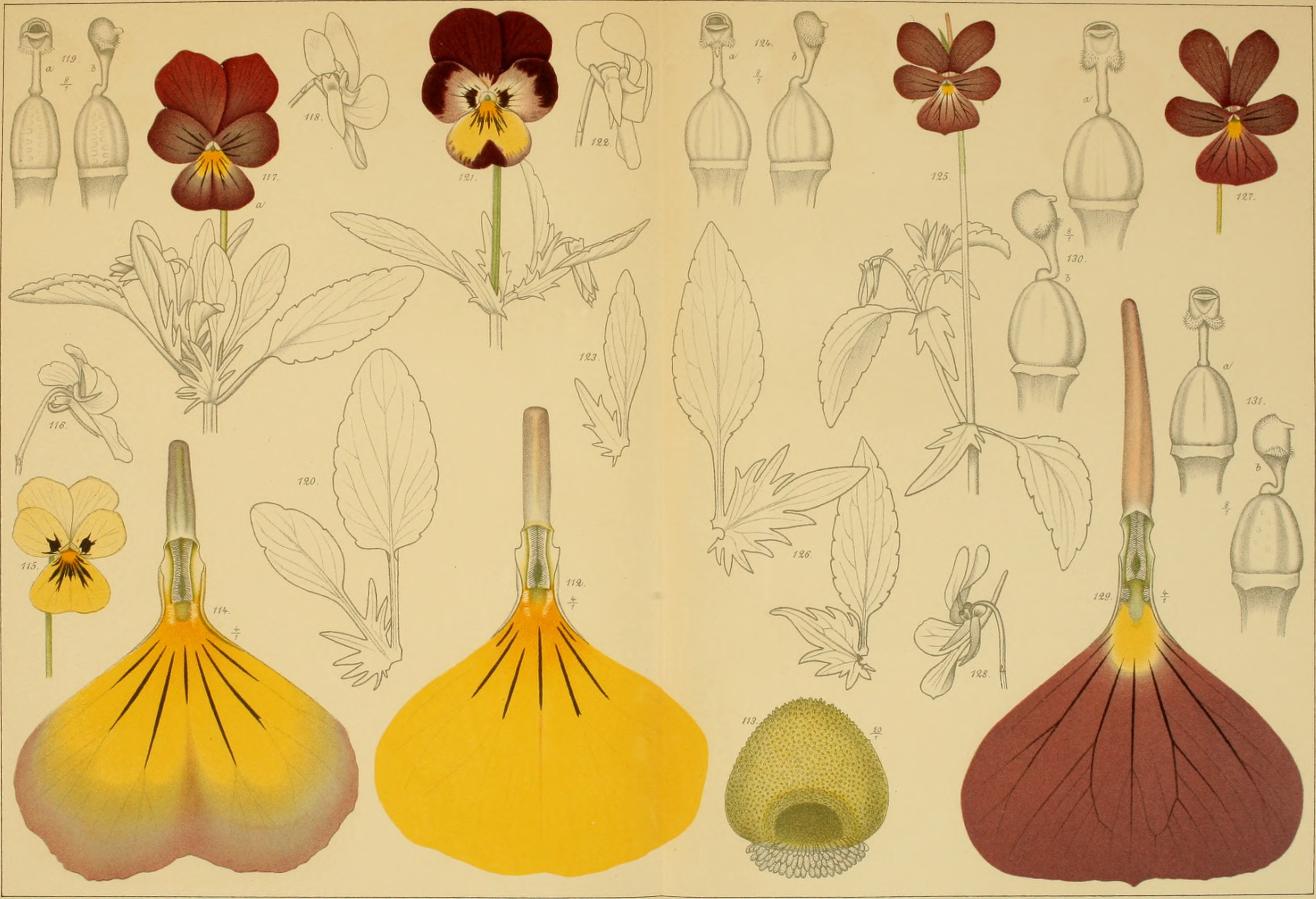
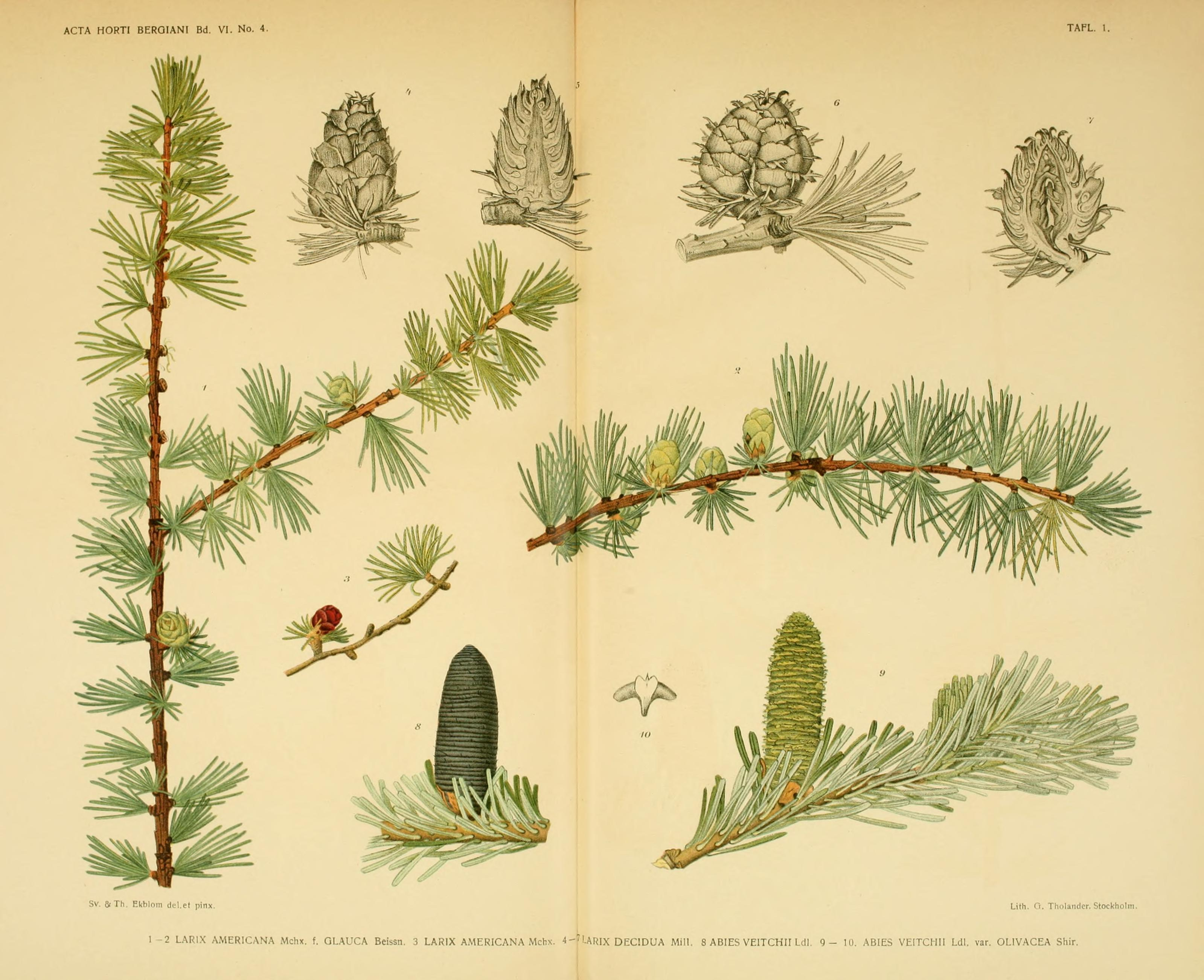
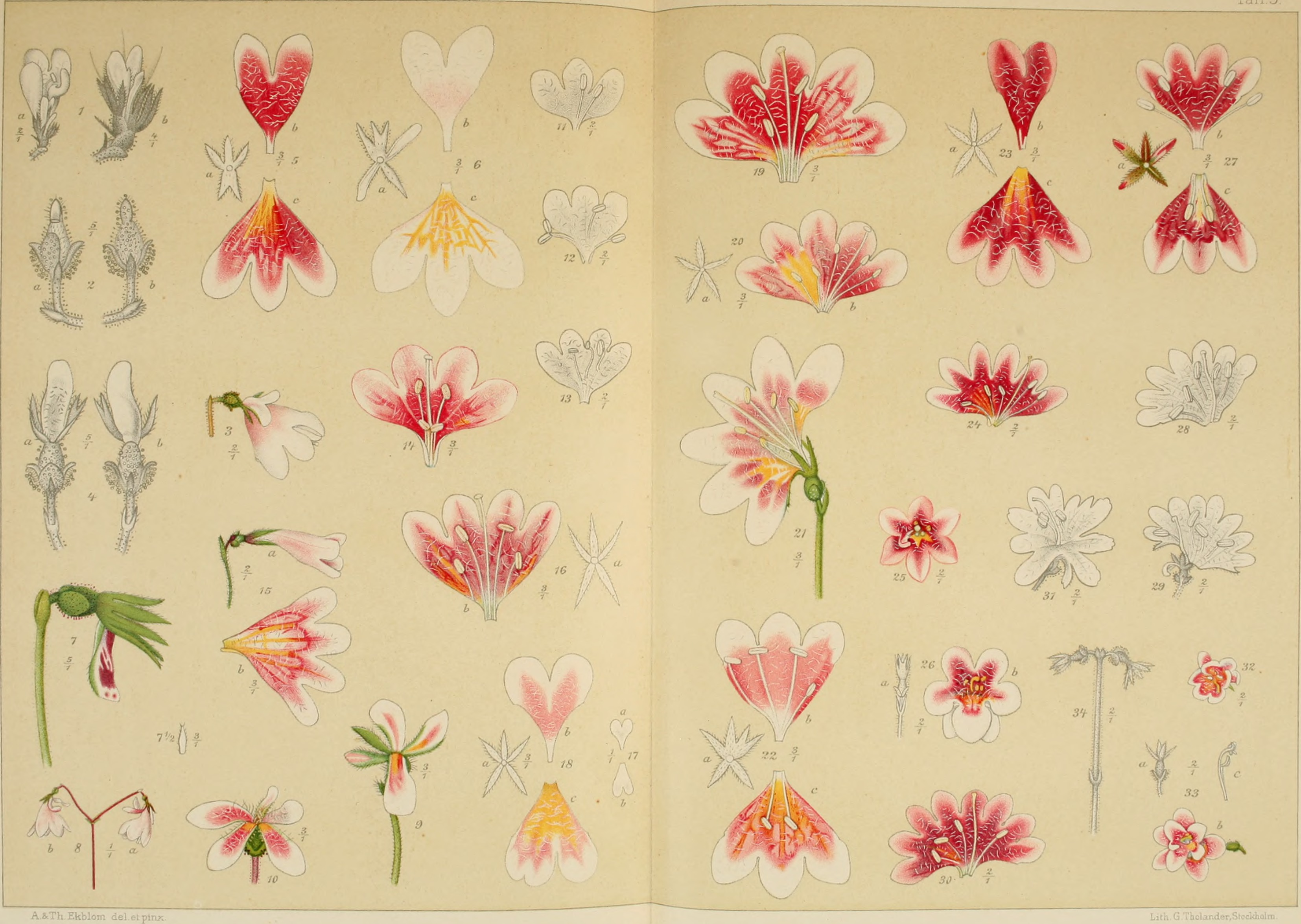
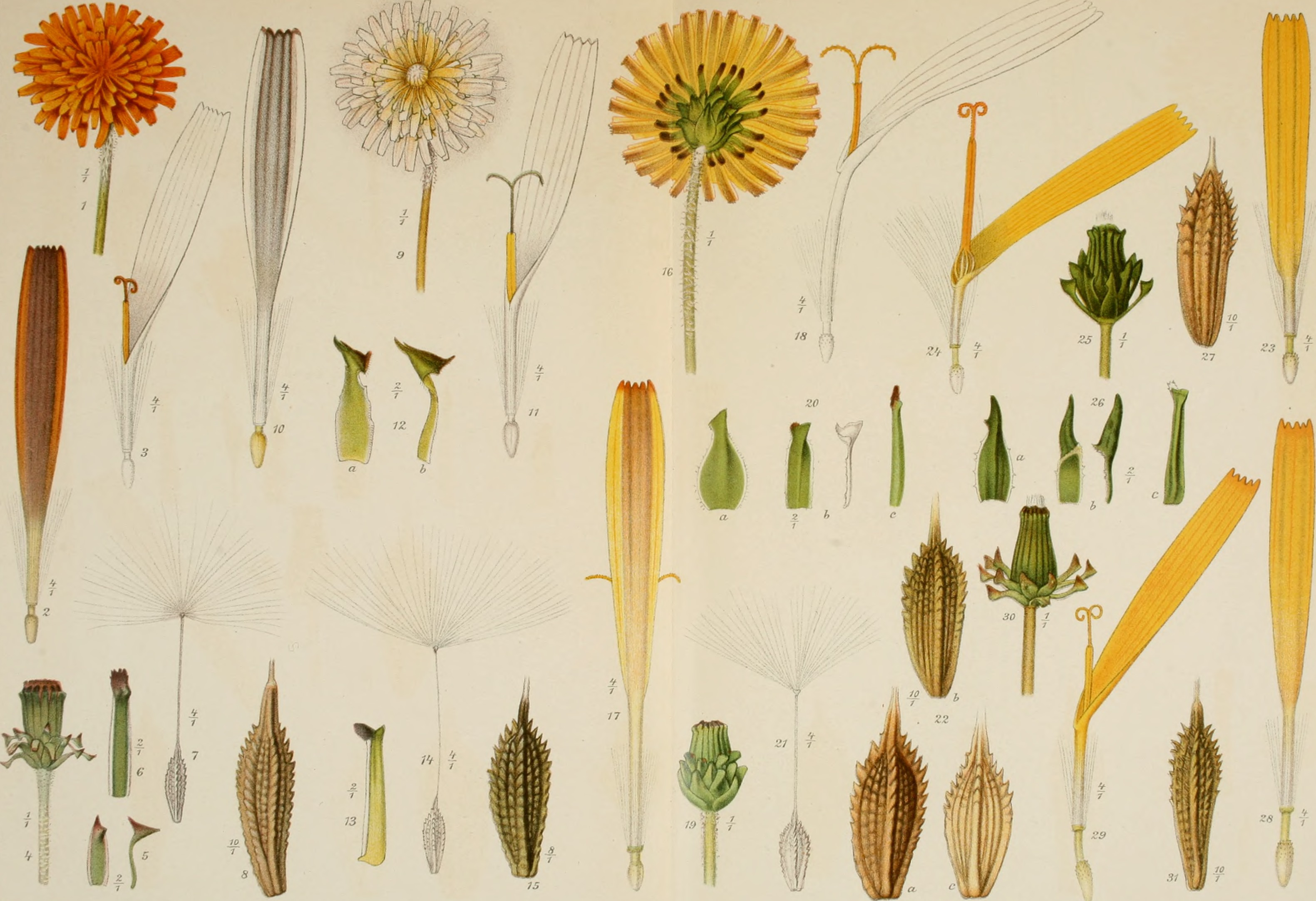

Exempel på hennes teckningar
Måleri

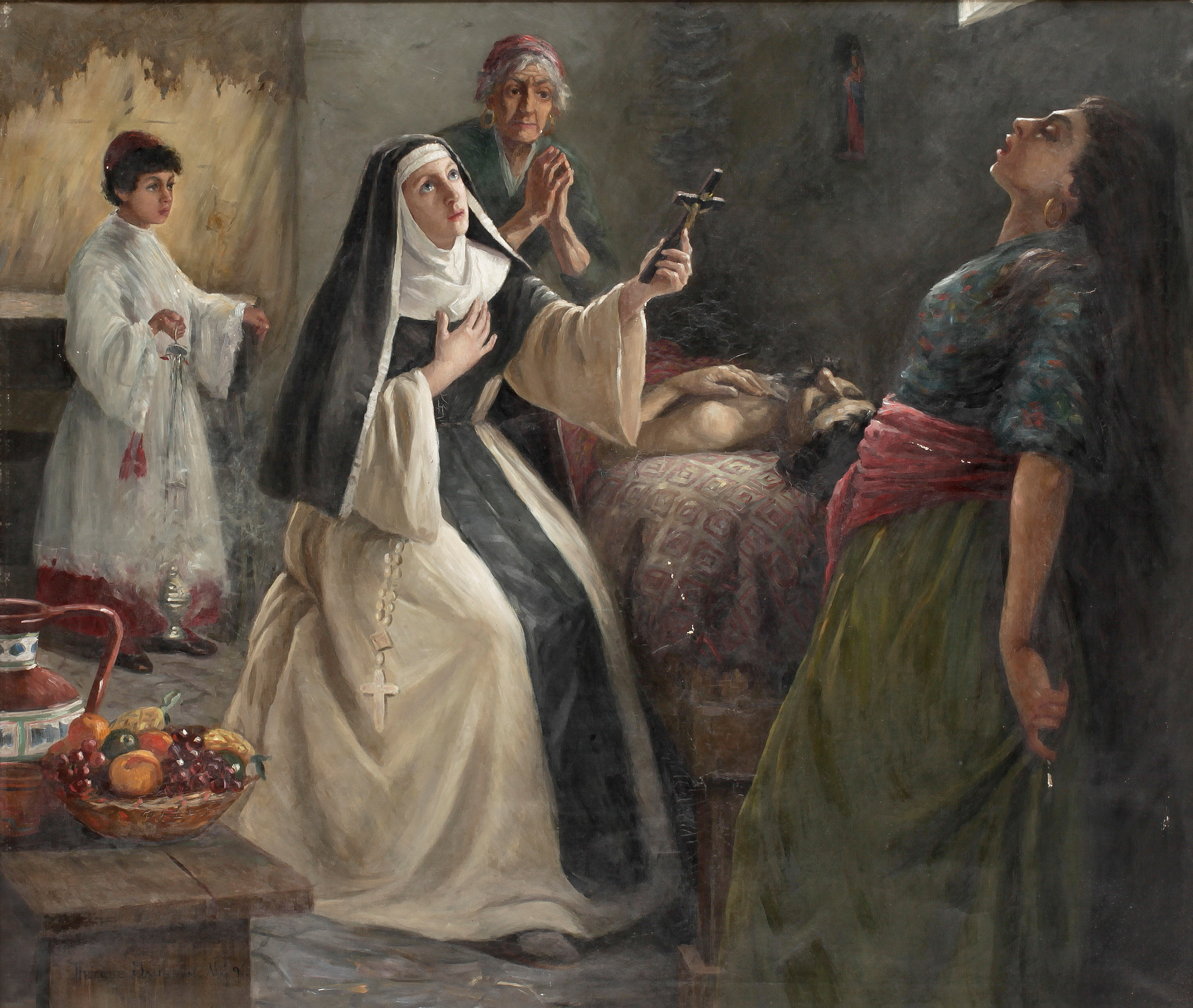
Sankta Birgitta besökande fattiga sjuka i Rom (maj 1891)